# Besourenga vejdovskyi
Besourenga vejdovskyi är en skalbaggsart som beskrevs av Vladimir Balthasar 1939. Besourenga vejdovskyi ingår i släktet Besourenga och familjen bladhorningar. Inga underarter finns listade.